# Mårtojaure
Mårtojaure är en sjö i Storumans kommun i Lappland och ingår i Umeälvens huvudavrinningsområde. Sjön har en area på 0,719 kvadratkilometer och ligger 1 045,5 meter över havet.

## Delavrinningsområde
Mårtojaure ingår i det delavrinningsområde (728058-145325) som SMHI kallar för Ovan 727916-145200. Medelhöjden är 1 085 meter över havet och ytan är 5,95 kvadratkilometer. Det finns inga avrinningsområden uppströms utan avrinningsområdet är högsta punkten. Vattendraget som avvattnar avrinningsområdet har biflödesordning 3, vilket innebär att vattnet flödar genom totalt 3 vattendrag innan det når havet efter 400 kilometer. Avrinningsområdet består mestadels av kalfjäll (86 procent). Avrinningsområdet har 0,83 kvadratkilometer vattenytor vilket ger det en sjöprocent på 14 procent.